# Cassie Hack
 (novembre 2011).
Si vous disposez d'ouvrages ou d'articles de référence ou si vous connaissez des sites web de qualité traitant du thème abordé ici, merci de compléter l'article en donnant les références utiles à sa vérifiabilité et en les liant à la section « Notes et références ».
Pour les articles homonymes, voir Hack (homonymie).
Cassandra "Cassie" Hack est un personnage fictif de Image Comics (originellement Devil's Due Publishing) créée par l'auteur Tim Seeley, et la protagoniste de la série de comics Hack/Slash.
En accord avec Seeley, Cassie est une ancienne victime d'horreur qui a réussi à surmonter sa peur et décidé de se venger en massacrant les tueurs de films d'horreur, référés dans son univers comme "slasher".

## Biographie fictive
Cassandra "Cassie" Hack est née au dans l'ouest du Wisconsin, fille du Dr Jack Hack et de son épouse Delilah. Son père quitta la famille peu de temps après sa naissance, la laissant seule avec sa mère excentrique qui travaillait dans une école proche en tant que cuisinière. Timide, peu sociable, dépressive et considérée comme laide, Cassie était fréquemment insultée, ridiculisée et agressée par ses camarades. Exaspérée par cette attitude vis-à-vis de sa fille bien-aimée, Delilah Hack (surnommée « Lunch Lady » par les élèves) commença à kidnapper un par un tous les élèves qui avaient fait du mal à Cassie, pour les tuer et les servir comme nourriture à la cantine de l'école. Horrifiée, Cassie appela la police. Elle parvint à sauver la dernière victime, mais sa mère, choquée, se suicida.
Après l'incident, Cassie fut placée en famille adoptive et alla à une nouvelle école. Elle détestait ses nouveaux parents fanatiques religieux, mais choisit de vivre avec, décidée à être acceptée. Elle commença à se lancer dans la pratique de différents arts martiaux et autres techniques de combat, tout en menant des recherches pour retrouver son véritable père par internet et toutes les autres ressources qu'elle pouvait trouver. Deux ans plus tard, des enfants commencèrent à nouveau à disparaître, ce qui se révéla être l’œuvre de sa mère, revenue à la vie sous la forme d'un « Slasher ». Cassie, se sentant responsable, intervint pour stopper sa mère et finit par la tuer. Puis, culpabilisant et ne se sentant plus lié à son entourage, elle quitta sa famille pour devenir vagabonde.
Décidée à arrêter le plus de drames qu'elle pouvait, Cassie se mit à rechercher les Slashers présent à travers le pays pour en tuer autant qu'elle pouvait. Elle poursuivit également ses recherches pour trouver son père, en vain pour un long moment.
Lors d'une de ses aventures à Chicago, Cassie se lança à la poursuite du « Meatman », un tueur responsable du meurtre de plusieurs adolescents. Cependant, lorsqu'elle rencontra le Meatman, ce dernier, un géant difforme du nom de Vlad, s'avéra innocent. Tous deux finirent finalement par faire équipe pour venir à bout du véritable meurtrier, un ministre/assassin local lié à la Mafia. Devenus amis, Cassie et Vlad commencèrent à voyager ensemble au moyen d'un van acheté avec l'héritage de Cassie, poursuivant leur chasse des slashers avec Vlad agissant comme son muscle et garde du corps.

## Pouvoirs et capacités
En tant qu'humaine ordinaire, Cassie ne possède aucun pouvoir à proprement parler. Elle s'est cependant entraînée aux arts martiaux et au combat depuis l'enfance, et, en dépit de son jeune âge, est devenue une experte en combat rapproché. Son arme de choix est en général quelque chose de léger et de maniable, comme sa traditionnelle batte de baseball, mais elle a occasionnellement démontré qu'elle savait se servir d'un pistolet efficacement. Si aucune véritable arme n'est présente à portée de main, elle possède une capacité particulière à transformer n'importe quel objet en arme potentielle.